# Norah Carter
Norah Carter (* 15. April 1881 in Neuseeland; † 8. Februar 1966 in Sydney, Australien) war eine neuseeländische Fotografin.

## Frühes Leben
Norah Carter wurde am 15. April 1881 als jüngste Tochter der Eheleute Anna Margaret Begg und dem Zollinspektor Richard Carter in Neuseeland geboren. Über ihre Kindheit, Jugendzeit, und wo sie genau geboren wurde, ist nichts bekannt. Sie besuchte die Wellington Technical School und erreichte bei den South Kensington Science and Art Examinations im Jahr 1901 in den Fächern „Freihandzeichnen von Ornamenten“ und Zeichnen von „Licht und Schatten“ ein erstklassiges Ergebnis. 1903 bestand sie die Prüfungen in den Bereichen „Modell“ mit der zweiten Klasse und im Bereich „Geometrisches Zeichnen“ mit der ersten Klasse. Auch hat Carter in Melbourne studiert.

## Fotografin

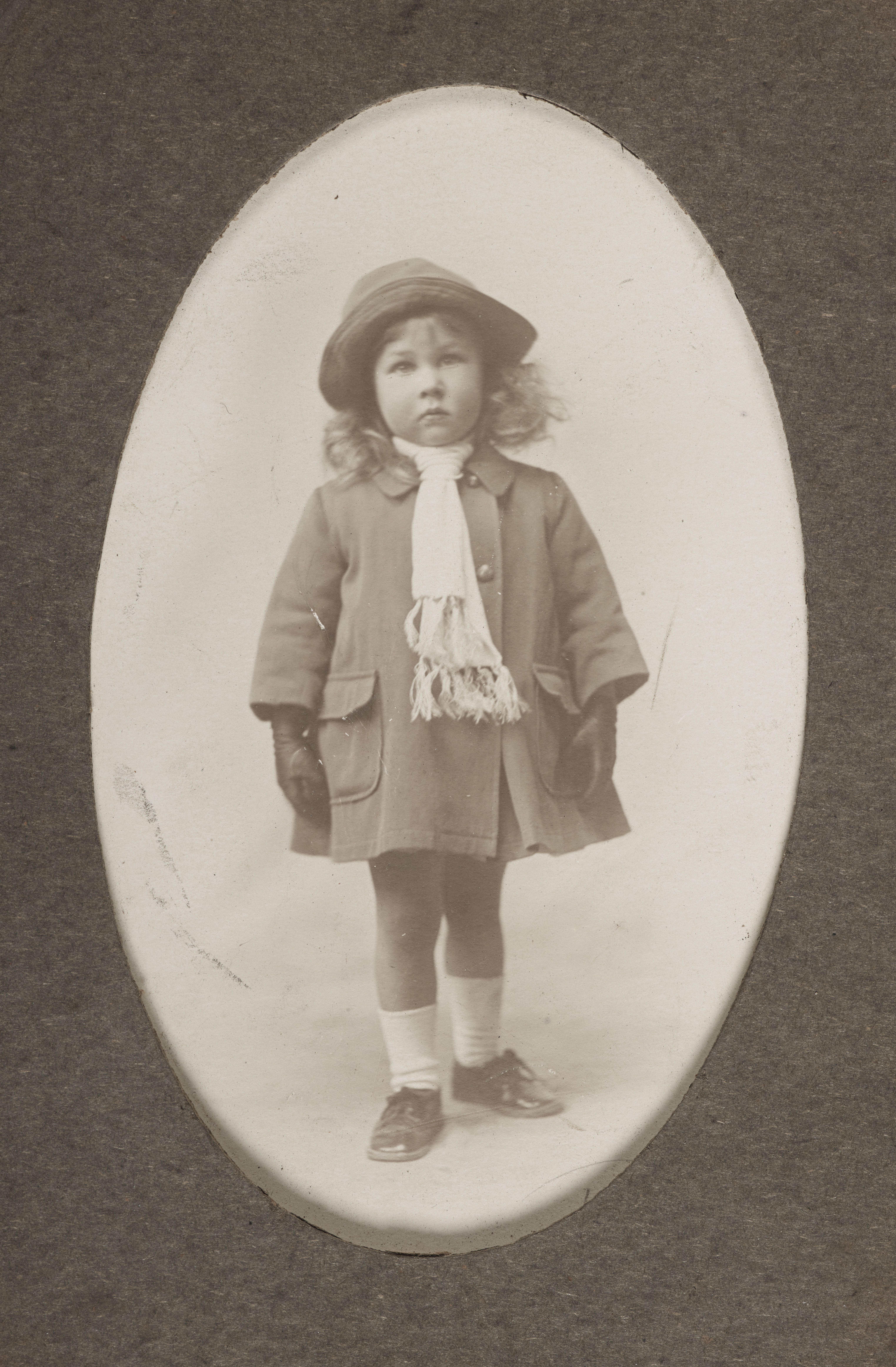
Young girl standing, 1910–1919, Gisborne, von Norah Carter

Wie Carter dazu kam Fotografin zu werden ist ebenfalls nicht bekannt. Ein Inserat in der Evening Post in Christchurch wies auf jeden Fall darauf hin, dass sie im Oktober 1907 in der Stadt ein Fotostudio eröffnete, in dem sie Fotografien und Miniatur-Malereien anbot. Irgendwann muss sie ihr Fotostudio in Christchurch geschlossen haben und nach Wellington gezogen sein, wo sie im Stadtteil Kelburne gewohnt hat. Im Juni 1910 zog sie dann nach Gisborne um dort ein neues Fotostudio zu eröffnen. Bereits im Juli des gleichen Jahres eröffnete sie das Studio und präsentierte sich als Fotokünstlerin. Ende des Jahres erschien ihr letztes Inserat. Im März 1919 gab sie ihr Geschäft auf und übergab es an den Fotografen C. Northwood, der das Fotostudio weiter führte. Danach verlor sich für die nächsten knapp 46 Jahre ihre Spur.
Norah Carter verstarb am 8. Februar 1966 im Alter von 84 Jahren in Sydney, Australien.